# آکوئینو
آکوئینو (به ایتالیایی: Aquino) یک کومونه در استان فروزینونه، در ناحیهٔ لاتزیو در ایتالیا است، که در ۱۲ کیلومتر (۷ مایل) شمال غربی کاسینو قرار دارد. آکوئینو ۱۹ کیلومترمربع مساحت و ۵٬۳۶۹ نفر جمعیت دارد و ۱۰۶ متر بالاتر از سطح دریا واقع شده‌است.